# Bulbophyllum oligoglossum
Bulbophyllum oligoglossum là một loài phong lan thuộc chi Bulbophyllum.